# Friedrich Philipp Wilmsen
Friedrich Philipp Wilmsen (* 23. Februar 1770 in Magdeburg; † 4. Mai 1831 in Berlin) war ein deutscher reformierter Theologe und Pädagoge.

## Leben
Der Sohn von Friedrich Ernst Wilmsen (* 29. Januar 1736 in Halle (Saale); † 23. Mai 1797 in Berlin), Prediger an der deutsch-reformierten Kirche in Magdeburg, und dessen Frau Henriette Renate, der Tochter des Potsdamer Hofapothekers Karl Heinrich Marius Harsleben, wurde als drittes Kind unter 16 Geschwistern geboren. Seiner Mutter galt er als Sorgenkind, da er sich besonders früh geistig entwickelte, was von einer sensiblen Nervenreizbarkeit begleitet war. Die Mutter war von besonderer Geistesbildung und hatte erbauliche Aufsätze verfasst, die bereits ihr Gatte in homiletischer Form unter dem Titel Predigten eines Frauenzimmers herausgab, ebenso 1812 ihr Sohn ein von ihr gesammeltes Erbauungsbuch unter dem Titel Die Lehren und Gebote der Religion Jesu Christi in Sprüchen und Liedern, dem er ein Vorwort für seine Kinder und Enkel vorausschickte.
Als Wilmsen sieben Jahre alt war, wurde sein Vater als dritter Prediger an die Parochialkirche nach Berlin berufen. Während des ersten Jahres ließ der Vater Friedrich und seinen älteren Bruder Karl von Hauslehrern unterrichten. Den Religionsunterricht übernahm er selbst nach der starren Form der damaligen Dogmatik. Dem sich immer vergrößernden Kinderkreis, der sich allabendlich um den Vater scharte, bot er Lektüre, u. a. die damals erscheinenden Volksmärchen von Johann Karl August Musäus.
1778 kam er mit seinem älteren Bruder Karl auf das Berliner Gymnasium im Grauen Kloster. Durch den vorherrschenden Drill vom Schulleben abgestoßen freundete er sich mit einem Uhrmacher an, der im Hause seiner Eltern lebte und sich um die Kirchturmglocke der Parochialkirche kümmerte. Dieser weckte in ihm ein Interesse für Mechanik, so dass sich Wilmsen entschloss, Uhrmacher zu werden. Jedoch wurde er Augenzeuge, wie dieser Mann bei der Reparatur der Kirchturmuhr von ihrem Mechanismus erfasst und zermalmt wurde. Bei einem Versteckspiel in den Gewölben der Kirche fand er die Leiche eines Soldaten, der sich erhängt hatte.
Jene abstoßenden Ereignisse lösten in dem gemütsbewegten Jungen ein Nervenfieber aus, welches ihn sein ganzes Leben lang begleiten sollte. Verstärkt wurde dieses Leiden, als er und sein Bruder Karl beim Schlittschuhfahren ins Eis einbrachen. Während sein Bruder bei dem Ereignis den Tod fand, überlebte Friedrich Philipp durch das beherzte Eingreifen seines Lehrers im Grauen Kloster, Karl Philipp Moritz. Als dieser für Wilmsens Entwicklung wichtige Lehrer seine Tätigkeit am Grauen Kloster einstellte, schickte ihn der Vater an das Joachimsthalsche Gymnasium. Den größten Einfluss auf seine wissenschaftliche Ausbildung gewannen dort Johann Heinrich Ludwig Meierotto und Johann Jacob Engel. Wobei Engel es war, der dem jungen Wilmsen eine verständliche Schreibart vermittelte.
Am 1. Mai 1787 immatrikulierte sich Wilmsen an der Universität Frankfurt (Oder), einer reformiert geprägten Hochschule, zum Studium der Theologie und Pädagogik. Da ihm die dortige trockene Lehrstoffvermittlung nicht zusagte, brach er nach einem Jahr sein Studium ab und kehrte nach Hause zurück. Mit einer selbst gehaltenen Predigt schöpfte er neuen Mut, sein Studium der Theologie wieder aufzunehmen. So zog er 1788 an die Universität Halle, wo Johann August Nösselt, August Hermann Niemeyer und Georg Christian Knapp an der theologischen Fakultät lehrten. Hier hatte er sich nebenbei viel mit Christian Fürchtegott Gellert, Johann Caspar Lavater, Friedrich Gottlieb Klopstock und Johann Gottfried Herders Werken beschäftigt und absolvierte sein theologisches Kandidatenexamen.
Danach kehrte er nach Berlin zurück, wo er an der Privatschule des Schulreformers Johann Friedrich August Hartung (1762–1839) sechs Jahre seinen Unterhalt verdiente und sein großes Lehrtalent ausbildete, von dem er seitdem sowohl mündlich als schriftlich Proben gab. Sein Hauptanliegen war, dem trägen Mechanismus und dem Schlendrian im damaligen Elementar- und Volksschulwesen entgegenzusteuern und einer freieren geistvolleren Methode den Weg zu bahnen. Zu diesem Zweck hatte er mit andern jungen Männern Kontakt aufgenommen, die sich dem Lehramt widmeten. Dabei registrierte er kritisch die pädagogische Literatur. In den Lehrstunden, die er nach und nach in mehreren Anstalten übernahm, benutzte er was sich ihm bewährt hatte.
Mit mehreren Pädagogen, besonders mit Friedrich Gedike, kam Wilmsen schon damals in Kontakt. In jene Zeit fällt seine 1789 erste veröffentlichte Schrift Vorübungen zum Briefschreiben für die Jugend. 1794 ließ er seine Briefe zur Beförderung des katechetischen Studiums drucken, nachdem er Kandidat der Domkirche in Berlin geworden war. Nebenher hatte er öfters andere Theologen bei ihren Predigten vertreten, wofür er ein Reisestipendium für Deutschland und die Schweiz erhielt. Durch eine kirchliche Stiftung unterstützt unternahm Wilmsen begleitet von dem späteren Hofprediger Friedrich Wilhelm Schregel in Schwedt, eine Reise durch Deutschland und die Schweiz, welche er in einer eigens 1798 herausgebrachten Schrift schilderte.
Diese Reise erweiterte seine Welt- und Menschenkenntnis, da er unter anderem in der Schweiz mit Lavater, Johann Jakob Hess, Heinrich Hirzel (1766–1833), Johann Jakob Hottinger und anderen ausgezeichneten Köpfen der Schweizer reformierten Kirche persönlich in Kontakt kam. Über Hamburg und Lübeck kehrte er 1797 nach Berlin zurück. Auf dem Rückweg erreichte ihn die Mitteilung, dass sein Vater im Sterben läge. Als er ankam, war sein Vater schon gestorben und so konnte Wilmsen nur noch der Bestattung beiwohnen. Nun stand Friedrich Philipp Führungsglied der Familie in der Pflicht die Versorgung seiner Familie, besonders seiner Mutter zu gewährleisten.
Unmittelbar nach der Bestattung traten die Hausväter der Gemeinde zusammen und wählten ihn zum 3. Prediger an der Berliner Parochialkirche. Nach seiner Ordination am 18. März 1798 wurde er am 6. August 1798 in das Amt eingeführt. 1812 stieg er zum zweiten und 1827 zum ersten Pfarrer der Gemeinde auf. Jene Zeit wurde für ihn zu einer fruchtbaren Schaffungsperiode literarischer Werke.
Wilmsen hatte sich am 19. September 1799 in der Berliner Parochialkirche mit Wilhelmine, der Tochter des geheimen Kriegsrats Gottlob Friedrich Zenker, verheiratet. Aus dieser Ehe stammen sechs Kinder, wovon eine Tochter schon in jungen Jahren starb. Sein Sohn Karl August Friedrich Wilmsen wurde ebenfalls ein Theologe. Seine älteste Tochter Julia Philippine Wilmsen († 1832) verheiratete sich am 29. Dezember 1820 mit dem damaligen Diakon an der St. Moritzkirche in Halle Friedrich Christoph Hesekiel.

## Wirken
Wilmsens Lieblingsbeschäftigung war der Religionsunterricht der Jugend, durch den er sich einen Namen über sein Vaterland hinaus erwarb. Besondere Sorgfalt widmete er Berliner Instituten wie der Luisenstiftung, dem Luisenstift und dem Kermesserschen Waisenhaus. Zudem bewirkte er Vieles als Mitglied der städtischen Armendirektion.
In der Luisenstiftung erteilte Wilmsen Unterricht. Auch übertrug man ihm die Aufsicht über das Hospital und die Armenverwaltung der Parochialgemeinde und die Administration der Kurmärkischen Prediger-Wittwenkassen. Vor allem wuchs aber seine Personalgemeinde von Jahr zu Jahr und erforderte seine Kräfte.
Die Union der beiden evangelischen Konfessionen zur Evangelischen Kirche in Preußen 1817 feierten auch die Prediger der Parochialkirche, die alle früher streng reformiert waren, am 31. Oktober in der Nicolaikirche mit ihren lutherischen Amtsbrüdern im Abendmahl nach vereinigtem Ritus. Auf Betreiben von Friedrich Wilhelm III. von Preußen, wurde eine Kommission einberufen, die ein neues gemeinsames Gesangbuch erarbeiten sollte, der auch Wilmsen über zehn Jahre angehörte. Hierfür kam er jeden Donnerstag mit dem Propst Gottfried August Ludwig Hanstein, Samuel Marot, Konrad Gottlieb Ribbeck, Friedrich Ludwig Ritschl (1773–1844), Friedrich Daniel Ernst Schleiermacher, Franz Theremin, Gottlieb August Spilleke (1778–1841) und später mit August Neander zur Prüfung der Lieder zusammen.
Seine größte Bedeutung liegt jedoch auf dem Gebiet der Literatur, die in seinen vielen schriftstellerischen Werken fast alle Zweige der damaligen Pädagogik berührte, sowie auf dem Gebiet der praktischen Theologie und der Erbauungsliteratur. Seine Bücher wurden zu seiner Zeit gern gelesen und erlebten mehrere Auflagen.

## Werke
- Vorübungen zum Briefschreiben für die Jugend, zum Gebrauch der mittlern Schulen. Berlin und Stettin 1789, 1813
- Briefe zur Beförderung des catechetischen Studiums. Berlin 1794, 2. Bd. Berlin 1798 (auch unter dem Titel: Neue Briefe zur Beförderung des Studiums der Catechetik u. s. w.)
- Lehrbuch der Geographie für Anfänger in dieser Wissenschaft. 1. und 2. Hälfte. Berlin 1794–1795. 2. Aufl. Berlin 1804
- Anhang zum Lehrbuch, Fragen zur angenehmen und nützlichen Wiederholung des geographischen Unterrichts. Berlin 1796
- Materialien für den Unterricht in der Geographie, ein Hülfemittel für angehende Schul- und Hauslehrer. Berlin 1796
- Kleine Kinberbibliothek auf d. J. 1797. Berlin 1796, (Gemeinschaftlich mit A. Härtung herausgegeben)
- Erzählungen von einer Reise durch einen großen Theil Deutschlands und der Schweiz im J. 1796. Berlin 1798
- Antrittspredigt. Berlin 1798
- F. P. Wilmsen's, dritten Predigers an der Parochialkirche zu Berlin (seines Vaters) moralische Reden, nach seinem Tode herausgegeben, nebst einer kurzen Beschreibung seines Lebens. Berlin 1799
- Sammlung auserlesener Poetischer Fabeln und Erzählungen, für Lese- und Deklamationsübungen. Berlin 1799, 1810, 1817, 1824
- Anleitung zu zweckmäßigen deutschen Sprachübungen in Beispielen und Aufgaben für Lehrer in Bürgerschulen. Berlin 1799, 1802, 1813, 2. Bd. Berlin 1805
- Taschenbuch für die sorgfältig gebildete Jugend des weiblichen Geschlechts. Berlin 1799–1800, 2. Jge.
- Der Brandenburgische Kinderfreund; ein Lesebuch für Volksschulen. Berlin 1800, 14. Aufl. ebenda 1824
- Buchstabir- und Lesebuch für Volksschulen. Berlin 1801, 13. Auflage, Ebend. 1830
- Der deutsche Kinderfreund, ein Lesebuch für Volksschulen. Berlin 1802, 2. Teil: Ein Lesebuch für höhere Bürgerschulen und die untern Classen der Gymnasien. Berlin 1810 (Der zweite Teil auch unter dem Titel: Ausgewählte Lesestücke aus deutschen prosaischen Musterschriften; zum Behufe für Bürgerschulen und die untern Classen u. s. w.) 19. umgearbeitete und vermehrte Ausgabe. Berlin 1812, 1839 (Online)
- Gallerie merkwürdiger und seltener Thiere; ein belehrendes Bilderbuch für Kinder. Berlin 1804, Mit 12 illum. Kupfern.
- Gesangbuch für Volksschulen; nebst einem Abrisse der Religionsgeschichte und einer Uebersicht der biblischen Schriften. Berlin 1805, 1817
- Uebungsblätter, oder 150 Aufgaben aus der Sprachlehre, Erdbeschreibung, Naturgeschichte, Geschichte und Technologie; ein bewährtes Hülftmittel des Unterrichts in zahlreichen Schulclassen. Nebst einer vollständigen Erläuterung der Aufgaben, als Hülfsemittel für Eltern und Lehrer. Berlin 1808, 2. Aufl. unter dem Titel: Uebungsblätter oder 200 Aufgaben u, s. w. Berlin 1809, 1812, 1818
- Die biblische Geschichte des Alten und Neuen Testaments für Bürgerschulen. Berlin 1809
- Lehr- und Lesebuch für Töchterschulen, herausgegeben u. s. w. Berlin 1810
- Elio, ein historisches Taschenbuch für die wissenschaftlich gebildete Jugend. Berlin 1811. (eigentlich 1810), Mit Kupfern von Meno Haas.
- Anleitung zur zweckmäßigen Abfassung aller schriftlichen Aufsätze, welche im bürgerlichen Leben vorkommen; nebst einer kleinen Schriftlehre und dem nöthigsten Stoff zu Stylübungen. Berlin 1811
- Die Lehre Jesu in kurzen Sitzen und Gesängen für den catechetischen Unterricht. Berlin 1811, 1818
- Die Erde und ihre Bewohner. Ein geographisches Bilderbuch für die Jugend. Berlin 1812–1815. 3 Teile (Der 3. auch unter dem Titel: Fremde Länder und Völker u. s. w.) Mit Kupfern.
- Anhang zum deutschen Kinderfreund: Prosaische und poetische Lesestücke zur Bildung des richtigen und ausdrucksvollen Lesetons. Berlin 1812
- Die ersten Verstandes- und Gedächtnißübungen. Ein Handbuch für Lehrer in Elementarschulen. Berlin 1812, 1817, 1823,
- Vorübungen im Briefschreiben. Berlin 1813
- Kritisches Jahrbuch der Homiletik und Ascetik. Berlin 1813–1814, 2 Bde. (oder 4 Hefte.) (Gemeinsam mit G. A. L. Hanstein herausgegeben.)
- J. F. Tiede's Unterhaltungen mit Gott in den Abendstunden auf jeden Tag des Jahres. 9te Ausgabe besorgt von F. Ph. Wilmsen. Hannover 1813, 2 Teile
- Der Bibelfreund, oder Sammlung biblischer Sprüche und geistlichen Lieder. Nebst einigen Schulgebeten und der Leidensgeschichte Jesu. Ein Anhang zum Branbenburgischen Kinderfreunde. Berlin 1814, (auch unter dem Titel: Die Lehren und Gebote der Religion Jesu Christi in Sprüchen und Liedern. Ein Erbauungsbuch für die Jugend und das Alter.)
- Geordneter Stoff für die Uebungen im Schön- und Rechtschreiben; auch als Lehrstoff brauchbar. Ein Handbuch für Lehrer in Bürgerschulen. Berlin 1814
- Heldengemälde aus Roms, Deutschlands und Schwedens Vorzeit. Berlin 1814 (Online), 1818, 1825
- Der Mensch im Kriege, oder Heldenmuth und Geistesgröße in Kriegsgeschichten aus alter und neuer Zeit. Ein historisches Bilderbuch für die Jugend. Berlin 1815. (eigentlich 1814.) Mit 7 ausgem. Kupfern, 1816, 1820
- Gustav's und Malvina's Bilderschule. Ein belehrendes Buch für Kinder, welche anfangen zu lesen. Berlin 1815. (eigentlich 1814.) 8. Mit 15 Kupfern, 1818, 1826
- Die Unterrichtskunst. Ein Wegweiser für Unkundige, zunächst für Lehrer in Elementarschulen. Berlin 1815 (Online), 1818
- Die glücklichen Familien in Friedheim. Ein unterhaltendes und belehrendes Lesebuch für Knaben und Mädchen von 10-14 Jahren. Berlin 1815, Mit ausgem. Kupfern, 1824
- Das Leben Jesu, beschrieben von den Evangelisten, und geschildert in 54 Liedern deutscher Meistersinger. Berlin 1816, 1826
- Herfilians Lebensmorgen, oder Jugendgeschichte eines geprüften und frommen Mädchens. Ein Buch, für Jungfrauen. Berlin 1816, 1822 (eigentlich 1821), 1827
- Predigten über die Sonn- und Festtagsevangelien des ganzen Jahres von jetzt lebenden Geistlichen. Gesammelt und herausgegeben (mit G. A. L. Hanstein) zum Besten des Luisenstifts. Berlin 1817–1820, 2. Bde.
- Der Leselustige. Ein belehrendes und unterhaltendes Bilderbuch für Knaben und Mädchen von 8-10 Jahren. Berlin 1817, Mit 24 Bildern im Holzschnitt, 1821
- D. Martin Luther, der Reformator. Zur Feier des Reformationsfestes im J. I817. Für den Bürger, Landmann und die Schuljugend. Mit Luther's Bildnisse. Berlin (1817)
- Kleine Geschichten für die Kinderstube. Ein Hülfsbuch für Mütter und Erzieherinnen. Berlin 1818. Mit illum. Kupfern, 1827
- Adolph, Freiberrn v. Knigge über den Umgang mit Menschen. 9. Auflage, (besorgt von F. Ph. Wilmsen.) Hannover 1817 (1818), 3 Teile (Online), 1823.
- J . S. F. Nierüse's Leitfaden der Geographie für Schulen und Gymnasien. 3. Auflage, (besorgt von F. Ph. Wilmsen.) Berlin 1818
- Menschengeist auf dem Thron und im Volk. Blumenlese für die Jugend zur Belebung des religiösen Gefühls und zur Uebung im Lesen u. s. w. Hannover 1818 Mit 1. Kupfer.
- Regeln des Umgangs mit Kindern; praktisch dargestellt für Eltern und Erzieher. Berlin 1818
- Wald und Meer; ein naturgeschichtliches Lesebuch. Berlin 1818, Mit illum. Kupfern.
- Deutsches Lesebuch zur Bildung des Geistes und Herzens für die Schule und das Haus. Berlin 1819, 2. Teile (Auch unter dem Titel: Eupbrosine oder deutsches Lesebuch zur Bildung u. s. w.) 3. Aufl. Berlin 1827
- Eugenie, oder das Leben des Glaubens und der Liebe. Ein Seelengemälde für die Gefühlvollen des weiblichen Geschlechts. Berlin 1819, Mit 3 Kupfern, 2. Auflage. Berlin 1824
- Die Schönheit der Natur, geschildert von deutschen Musterdichtern; ein naturgeschichtliches Lesebuch. Berlin I820, Mit illum. Kupfern
- Der Lehrer in der Elementarschule. Leipzig 1821
- Handbuch der Naturgeschichte für die Jugend und ihre Lehrer. Berlin 1821, 3 Bde. (Jeder Band hat ein allegorisches Titelkupfer, Vignetten und 50 Kupfern in Royal), 1. Bd. (Online); 2. Aufl. mit einer Vorrede von D. H Lichtenstein und D. Fr. Klug, Direktoren des zoologischen Museums. Berlin 1831, 3 Bde.
- Denkmal der Liebe, geweiht dem verewigten Probst v. G. A. L Hanstein von Freunden und Verehrern. Mit dessen Bildniß. Berlin 1821
- Die Regeln der deutschen Sprache, in Beispiel»« und Aufgaben. Ein Handbuch für Bürgerschulen. Leipzig 1822
- Merkwürdige Bergreisen, Seefahrten und Abentheuer unserer Zeit. Der Jugend lehrreich erzählt. Berlin 1822
- Vorübungen der Aufmerksamkeit und des Nachdenkens, ein methodisches Lesebuch für die Jugend. Hannover 1823
- Theodora. Moralische Erzählungen für die weibliche Jugend. Berlin 1824, Mit 1 Kupfer, 1 Vignette und 1. Musikbeilage. Berlin 1824, 1831
- Lehrstoff und Lehrgang des deutschen Sprachunterrichts in Mädchenschulen. Berlin 1824
- Weltton und Weltsitte, ein Rathgeber für junge Männer und Jünglinge bei ihrem Eintritte in die große Welt. Hannover 1824, (Auch unter dem Titel: Adolph Freiherrn v. Knigge über den Umgang mit Menschen. 4ter Teil.)
- Miranda. Eine auserlesene Sammlung bewunderungswürdiger und seltener Ereignisse und Erscheinungen der Kunst, der Natur und des Menschenlebens. Für die Jugend. Berlin 1825, Mit 12 illum. Kupfern.
- Die Anbetung im Geiste und in der Wahrheit; in Unterhaltungen mit Gott auf jeden Tag des Jahres. Als 11. umgearbeitete Auflage der Sturm'schen Morgenstunden. Hannover 1826. 2 Bde., Mit 1 Kupfer.
- Jucunde. Vierzig neue Erzählungen für Kinder von 6-10. Jahren . Ein Hülfsbuch für Mütter und Erzieherinnen. Berlin 1827 (1826), Mit 12 illum. Kupfern. (Online)
- Benigna oder das Leben der Natur; Vorschule zur Naturgeschichte; ein Lesebuch für die Jugend und Hülfsbuch für Lehrer. Berlin 1827, Mit illum. Kupfern.
- Prämienluch für die Schuljugend, zur Belebung des Fleißes und der Liebe zur Wissenschaft. Berlin 1827
- Cusevia. Andachtsübungen in Gesängen, Gebeten und Betrachtungen für weibliche Erziehungsanstalten und für die Familienandacht. Berlin 1827, Mit 1 Titelkupfer.
- Apollonia, eine Sammlung auserlesener Schilderungen und Erzählungen zur belehrenden Unterhaltung für die wißbegierige Jugend. Berlin 1828, Mit 12 illum. Kupfern.
- Historische Darstellungen, ausgewählt aus deutschen Musterschriften. Berlin 1828
- Constantia; moralische Erzählungen für die weibliche Jugend. Berlin 1829, Mit Kupfern und Titelvignette
- Pantheon deutscher Helden. Berlin 1829. Mit Titelkupfern und Vignetten.